# Paul Munther
Paul Munther (* 4. Juli 1939) ist ein ehemaliger schwedischer Radrennfahrer und nationaler Meister im Radsport.

## Sportliche Laufbahn
1959 trat Munther mit einem Etappenerfolg in der Schweden-Rundfahrt international hervor. 1960 hatte er seinen ersten Einsatz für die Nationalmannschaft im britischen Milk Race.
1962 gewann er die nationale Meisterschaft in der Mannschaftswertung des Einzelzeitfahrens. Gemeinsam mit Gösta Pettersson, Owe Adamsson und Sune Hansson siegte er im Mannschaftszeitfahren bei den Meisterschaften der Nordischen Länder. Er gewann das Eintagesrennen Solleröloppet und die Skane Runt. In der schwedischen Meisterschaft im Einzelzeitfahren wurde er Zweiter, in der Meisterschaft im Straßenrennen kam er als Dritter auf das Podium. Die Internationale Friedensfahrt bestritt er 1962, er schied in dem Etappenrennen aus.
1963 gewann er mit der Huddinge Runt ein kleineres Etappenrennen. Mit dem Skandisloppet gewann er 1966 das älteste schwedische Eintagesrennen. Er bestritt für Schweden die Österreich-Rundfahrt. 1967 wurde er nationaler Meister im Staffettenfahren, einem Wettbewerb im Zeitfahren für Vereine mit Sune Wennlöf und Bengt Mann als Partner.